# جوني جونز (لاعب كرة قدم أمريكية)
جوني جونز (بالإنجليزية: Johnnie Jones) هو لاعب كرة قدم أمريكية ولاعب كرة قدم كندية أمريكي، ولد في 30 يونيو 1962.